# Bund-Länder-Vereinbarung nach Artikel 91b GG
Bund-Länder-Vereinbarungen nach Artikel 91b des deutschen Grundgesetz sind Verwaltungsabkommen oder Staatsverträge, mit denen der Bund und einzelne oder alle Bundesländer bei der Förderung von Einrichtungen und Vorhaben der wissenschaftlichen Forschung von überregionaler Bedeutung zusammenwirken.

## Bedeutung
Bund-Länder-Vereinbarungen auf Basis von Artikel 91b GG sind ein wichtiges Element der Wissenschafts- und Forschungspolitik in Deutschland. Auf solchen Vereinbarungen beruhen u. a. die Finanzierung der außeruniversitären Forschungsorganisationen (Fraunhofer-Gesellschaft, Helmholtz-Gemeinschaft, Leibniz-Gemeinschaft, Max-Planck-Gesellschaft) und der Deutschen Forschungsgemeinschaft (DFG) sowie wichtige wissenschaftspolitische Initiativen wie die Exzellenzinitiative und die Exzellenzstrategie, die Hochschulsonderprogramme (HSP I–III) oder der Hochschulpakt.

## Verfassungsrechtliche Grundlage
Der Artikel 91b des Grundgesetzes für die Bundesrepublik Deutschland wurde von der ersten Großen Koalition aus CDU/CSU und SPD im Jahr 1969  eingeführt. Bei den Grundgesetz-Reformen 2006 und 2014 wurde der Artikel geändert. Die Änderungen gaben dem Bund insbesondere zusätzliche Möglichkeiten, sich finanziell zugunsten der Hochschulen zu engagieren. Beispielsweise wäre ohne diese Änderungen die dauerhafte Finanzierung der Hochschullehre mit dem Zukunftsvertrag Studium und Lehre nicht möglich gewesen.

Aktuelle Fassung (seit 2015)
(1) Bund und Länder können auf Grund von Vereinbarungen in Fällen überregionaler Bedeutung bei der Förderung von Wissenschaft, Forschung und Lehre zusammenwirken. Vereinbarungen, die im Schwerpunkt Hochschulen betreffen, bedürfen der Zustimmung aller Länder. Dies gilt nicht für Vereinbarungen über Forschungsbauten einschließlich Großgeräten.
(2) Bund und Länder können auf Grund von Vereinbarungen zur Feststellung der Leistungsfähigkeit des Bildungswesens im internationalen Vergleich und bei diesbezüglichen Berichten und Empfehlungen zusammenwirken.
(3) Die Kostentragung wird in der Vereinbarung geregelt.

Fassung nach der Föderalismusreform (2006)
(1) Bund und Länder können auf Grund von Vereinbarungen auf Grund von Vereinbarungen in Fällen von überregionaler Bedeutung zusammenwirken bei der Förderung von:
1. Einrichtungen und Vorhaben der wissenschaftlichen Forschung außerhalb von Hochschulen;
2. Vorhaben der wissenschaftlichen Forschung an Hochschulen;
3. Forschungsbauten an Hochschulen einschließlich Großgeräten.
Vereinbarungen nach Satz 1 Nr. 2 bedürfen der Zustimmung aller Länder.
(2) Bund und Länder können auf Grund von Vereinbarungen zur Feststellung der Leistungsfähigkeit des Bildungswesens im internationalen Vergleich und bei diesbezüglichen Berichten und Empfehlungen zusammenwirken.
(3) Die Kostentragung wird in der Vereinbarung geregelt.

Ursprüngliche Fassung (1969)
Bund und Länder können auf Grund von Vereinbarungen bei der Bildungsplanung und bei der Förderung von Einrichtungen und Vorhaben der wissenschaftlichen Forschung von überregionaler Bedeutung zusammenwirken. Die Aufteilung der Kosten wird in der Vereinbarung geregelt.

## Gremien
Das Zusammenwirken von Bund und Ländern auf Basis von Artikel 91b GG wurde mit Verwaltungsabkommen vom 25. Juni 1970 in der damit eingerichteten Bund-Länder-Kommission für Bildungsplanung und Forschungsförderung (BLK) ausgestaltet. Nachdem bei der Föderalismusreform 2006 der Begriff „Bildungsplanung“ aus dem Grundgesetz gestrichen und der Hochschulbau mit Ausnahme der Forschungsbauten wieder zu einer reinen Länderaufgabe geworden war, wurde die BLK in die Gemeinsame Wissenschaftskonferenz (GWK) umgewandelt. Bund-Länder-Vereinbarungen nach Artikel 91b GG werden üblicherweise in Arbeitsgruppen der BLK bzw. GWK verhandelt, in der BLK/GWK beschlossen und abschließend von den Regierungschefs von Bund und Ländern gezeichnet.